# Typhonium sagittariifolium
Typhonium sagittariifolium är en kallaväxtart som beskrevs av François Gagnepain. Typhonium sagittariifolium ingår i släktet Typhonium och familjen kallaväxter.
Artens utbredningsområde är Thailand. Inga underarter finns listade.